# Celeneh Costa
Celeneh Costa (Rio de Janeiro, 22 de janeiro de 1940) é uma ex-atriz e ex-cantora brasileira. Praticante de equitação e jardinagem em Barra do Piraí, estudou piano, pintura e ballet ao mudar para o Rio de Janeiro.

## Carreira
Em 1955 foi finalista do concurso Miss Cinelândia, o que fez com que fosse convidada para filmar Colégio de Brotos, uma produção da Atlântida Cinematográfica com direção de Carlos Manga. Outros filmes foram O noivo da girafa (1957) e Chico Fumaça (1958), ambos estrelados por Mazzaropi. Começou uma rápida carreira de cantora ao gravar um disco em 1959.
Em 1959 abandou a carreira artística e passara a estudar medicina, porém desistiu do curso em 1962 e se casara com o médico David Wolf Gerenberg.

## Filmografia
| Ano  | Título                  | Personagem |
| ---- | ----------------------- | ---------- |
| 1956 | Colégio de Brotos       | —          |
| 1957 | Metido a Bacana         | Diva       |
| 1957 | O Noivo da Girafa       | Clara      |
| 1958 | Chico Fumaça            | Inocência  |
| 1958 | E o Espetáculo Continua | Jeanette   |
| 1958 | Sherlock de Araque      | Odete      |
| 1959 | Tumulto e Paixões       | —          |